# Campionati mondiali di sollevamento pesi 2023 - 76 kg femminile
Le gare di sollevamento pesi della categoria fino a 76 kg femminile — pesi mediomassimi — dei campionati mondiali del 2023 si sono svolte il 14 settembre 2023 a Riad presso la Green Hall del Prince Faisal bin Fahad Olympic Complex.

## Programma
L'orario indicato corrisponde a quello saudita (UTC+03:00)
| Data              | Orario | Evento   |
| ----------------- | ------ | -------- |
| 14 settembre 2023 | 09:00  | Gruppo C |
| 14 settembre 2023 | 14:00  | Gruppo B |
| 14 settembre 2023 | 16:30  | Gruppo A |

## Medagliate
Per ciascun esercizio, le prime tre classificate sono le seguenti:
| Esercizio | Oro        | Oro    | Argento        | Argento | Bronzo         | Bronzo |
| --------- | ---------- | ------ | -------------- | ------- | -------------- | ------ |
| Strappo   | Sara Ahmed | 108 kg | Kim Su-hyeon   | 106 kg  | Hellen Escobar | 106 kg |
| Slancio   | Sara Ahmed | 138 kg | Hellen Escobar | 136 kg  | Bella Paredes  | 135 kg |
| Totale    | Sara Ahmed | 246 kg | Hellen Escobar | 242 kg  | Bella Paredes  | 240 kg |

## Record
Prima di questa competizione, i record mondiali esistenti erano i seguenti:
| Record mondiale | Strappo | Rim Jong-sim | 124 kg | Pattaya, Thailandia | 24 settembre 2019 |
| Record mondiale | Slancio | Zhang Wangli | 156 kg | Fuzhou, Cina        | 26 febbraio 2019  |
| Record mondiale | Totale  | Rim Jong-sim | 278 kg | Ningbo, Cina        | 26 aprile 2019    |

## Risultati
| Pos. | Atleta                       | Gr. | Peso atleta | Strappo (kg) | Strappo (kg) | Strappo (kg) | Strappo (kg) | Slancio (kg) | Slancio (kg) | Slancio (kg) | Slancio (kg) | Totale   |
| Pos. | Atleta                       | Gr. | Peso atleta | 1            | 2            | 3            | Pos.         | 1            | 2            | 3            | Pos.         | Totale   |
| ---- | ---------------------------- | --- | ----------- | ------------ | ------------ | ------------ | ------------ | ------------ | ------------ | ------------ | ------------ | -------- |
|      | Sara Ahmed (EGY)             | A   | 75.06       | 108          | —            | —            |              | 138          | —            | —            |              | 246      |
|      | Hellen Escobar (COL)         | A   | 76.00       | 103          | 103          | 106          |              | 132          | 136          | 140          |              | 242      |
|      | Bella Paredes (ECU)          | A   | 75.22       | 105          | 105          | 107          | 4            | 131          | 135          | 137          |              | 240      |
| 4    | Kim Su-hyeon (KOR)           | A   | 75.35       | 104          | 106          | 109          |              | 133          | 133          | 137          | 4            | 239      |
| 5    | Dilara Narin (TUR)           | A   | 75.90       | 100          | 103          | 105          | 5            | 130          | 134          | 135          | 5            | 233      |
| 6    | Kelin Jiménez (ECU)          | A   | 75.81       | 98           | 101          | 102          | 8            | 124          | 130          | 130          | 6            | 232      |
| 7    | Shania Bedward (CAN)         | A   | 74.46       | 95           | 99           | 102          | 9            | 119          | 119          | 126          | 8            | 218      |
| 8    | Aray Nurlybekova (KAZ)       | B   | 75.13       | 93           | 97           | 97           | 10           | 118          | 118          | 124          | 9            | 215      |
| 9    | Laura Vest Tolstrup (DNK)    | B   | 73.63       | 89           | 92           | 93           | 12           | 116          | 116          | 120          | 10           | 209      |
| 10   | Gintarė Bražaitė (LTU)       | B   | 75.50       | 91           | 95           | 95           | 11           | 111          | 113          | 117          | 11           | 208      |
| 11   | Ryna Litoshyk (AIN)          | B   | 74.33       | 87           | 89           | 91           | 14           | 106          | 109          | 111          | 12           | 202      |
| 12   | Ivona Gavran (CRO)           | B   | 75.52       | 86           | 89           | 91           | 13           | 105          | 110          | 113          | 13           | 201      |
| 13   | Jutta Selin (FIN)            | B   | 71.54       | 88           | 88           | 90           | 15           | 108          | 112          | 112          | 16           | 196      |
| 14   | Patricie Ježková (CZE)       | B   | 71.19       | 86           | 89           | 90           | 17           | 104          | 108          | 110          | 14           | 196      |
| 15   | Nina Rondziková (SVK)        | B   | 71.59       | 84           | 87           | 90           | 16           | 104          | 107          | 110          | 18           | 194      |
| 16   | Susan Plakke (NLD)           | C   | 75.04       | 85           | 90           | 93           | 18           | 105          | 105          | 108          | 15           | 193      |
| 17   | Ali Yusuf Yahya Zainab (BHR) | C   | 71.57       | 78           | 81           | 84           | 19           | 100          | 104          | 107          | 17           | 188      |
| 18   | Abrar Al-Fahad (KUW)         | C   | 76.00       | 75           | 79           | 82           | 22           | 102          | 105          | 105          | 19           | 184      |
| 19   | Desponia Charitopoulou (GRC) | C   | 75.25       | 80           | 80           | 83           | 21           | 100          | 105          | 105          | 21           | 180      |
| 20   | Polina Gurýeva (TKM)         | C   | 76.00       | 73           | 76           | 79           | 23           | 98           | 101          | 102          | 20           | 178      |
| 21   | Maria Tavares (PRT)          | C   | 74.63       | 76           | 78           | 81           | 20           | 92           | 97           | 97           | 22           | 173      |
| 22   | Layan Al-Qurashi (KSA)       | C   | 73.74       | 55           | 55           | 61           | 24           | 65           | 70           | 73           | 23           | 128      |
| —    | Elaheh Razzaghi (IRI)        | B   | 75.54       | 90           | 91           | 93           | —            | 113          | 118          | 119          | 7            | —        |
| —    | Erica Sinisterra (COL)       | A   | 75.18       | 100          | 103          | 105          | 6            | 130          | 130          | 130          | —            | —        |
| —    | Meredith Alwine (USA)        | A   | 72.60       | 103          | 103          | 103          | 7            | 135          | —            | —            | —            | —        |
| —    | Gülnabat Kadyrowa (TKM)      | C   | 72.05       | —            | —            | —            | —            | —            | —            | —            | —            | —        |
| —    | Marie Fegue (FRA)            | C   | 72.38       | —            | —            | —            | —            | —            | —            | —            | —            | —        |
| —    | Gunel Valiyeva (AZE)         | A   | ritirata    | ritirata     | ritirata     | ritirata     | ritirata     | ritirata     | ritirata     | ritirata     | ritirata     | ritirata |
| —    | Parisa Jahanfekrian (WRT)    | B   | ritirata    | ritirata     | ritirata     | ritirata     | ritirata     | ritirata     | ritirata     | ritirata     | ritirata     | ritirata |
| —    | Hadijja Nankanjja (UGA)      | C   | ritirata    | ritirata     | ritirata     | ritirata     | ritirata     | ritirata     | ritirata     | ritirata     | ritirata     | ritirata |
| —    | Rayssa Djifack (CMR)         | C   | ritirata    | ritirata     | ritirata     | ritirata     | ritirata     | ritirata     | ritirata     | ritirata     | ritirata     | ritirata |